# Arnór Sigurðsson
Arnór Sigurðsson (Akranes, 15 de mayo de 1999) es un futbolista islandés que juega como centrocampista y su equipo es el Malmö FF de la Allsvenskan.

## Trayectoria
Se formó como futbolista profesional en el ÍA Akraness, el equipo de su ciudad natal.
En 2017 fichó por el IFK Norrköping de la Allsvenskan sueca, equipo en el que se convirtió en una pieza clave al jugar 25 partidos y marcar 3 goles.
En 2018 fichó por el P. F. C. CSKA Moscú. Con el club ruso debutó el 19 de septiembre frente al F. C. Viktoria Pilsen en la Liga de Campeones de la UEFA 2018-19.
Su primer gol con el CSKA lo marcó también en la Liga de Campeones, el 7 de noviembre, en la derrota por 1-2 frente a la A. S. Roma.
Cuatro días después se estrenó también en la liga rusa, al marcar en la victoria por 2-0 frente al FC Zenit de San Petersburgo.
Para la temporada 2021-22 fue cedido al Venezia F. C. Una vez esta terminó no regresó a Moscú ya que suspendió su contrato hasta el 30 de junio de 2023 con el beneplácito de la FIFA. Entonces optó por volver al IFK Norrköping. Un año después volvió a aprovecharse del mismo permiso para recalar en el Blackburn Rovers F. C. Posteriormente firmó en propiedad y estuvo hasta febrero de 2025, cuando llegó a un acuerdo para rescindir el contrato tras haber marcado ocho goles en 41 partidos durante su estancia en el club. Ese mismo mes volvió a Suecia y se unió al Malmö FF.

## Selección nacional
Sigurðsson fue internacional con la selección de fútbol de Islandia sub-17, sub-19 y sub-21, antes de debutar con la absoluta el 15 de noviembre de 2018 en la derrota de su selección por 2-0 contra la selección de fútbol de Bélgica en la Liga de Naciones de la UEFA 2018-19.

## Clubes
| Club                            | País       | Año       |
| ------------------------------- | ---------- | --------- |
| ÍA Akraness                     | Islandia   | 2015-2016 |
| IFK Norrköping                  | Suecia     | 2017-2018 |
| P. F. C. CSKA Moscú             | Rusia      | 2018-2023 |
| Venezia F. C. (cedido)          | Italia     | 2021-2022 |
| IFK Norrköping (cedido)         | Suecia     | 2022-2023 |
| Blackburn Rovers F. C. (cedido) | Inglaterra | 2023      |
| Blackburn Rovers F. C.          | Inglaterra | 2024-2025 |
| Malmö FF                        | Suecia     | 2025-     |